# Гленни, Брайан
Брайан Александр Гленни (англ. Brian Alexander Glennie; 29 августа 1946, Торонто — 7 февраля 2020, Оттава) — канадский хоккеист, защитник. Бронзовый призёр Олимпийских игр 1968 года со сборной Канады, обладатель Мемориального кубка (1967) как капитан команды «Торонто Мальборос», один из ста лучших игроков в истории клуба НХЛ «Торонто Мейпл Лифс», член Зала спортивной славы Канады как член сборной НХЛ, участвовавшей в Summit Series 1972 года.

## Биография
Гленни, уроженец Торонто, начинал игровую карьеру в молодёжной команде «Торонто Мальборос». В 1967 году в качестве капитана команды, в которой вместе с ним выступали Брэд Парк и Майк Пелик, Гленни завоевал с «Мальборос» Мемориальный кубок — главный приз молодёжного хоккея в Канаде.
После этого Гленни был включён в сборную Канады, ставшую последней непрофессиональной сборной этой страны на зимних Олимпиадах. На Олимпийских играх 1968 года в Гренобле Гленни с канадской командой во главе с тренером-священником Дэвидом Бауэром завоевал бронзовые медали.
Проведя сезон 1968/1969 годов в младших профессиональных лигах с клубами «Рочестер Американс» и «Талса Ойлерз», Гленни в 1969 году вошёл в состав клуба НХЛ «Торонто Мейпл Лифс» и выступал за него в течение девяти сезонов. За это время он провёл за Торонто свыше 500 игр регулярного сезона и 32 матча в плей-офф Кубка Стэнли. В 1972 году, когда при комплектации сборной Канады перед Суперсерией против команды СССР в неё отказался войти защитник «Бостон Брюинз» Даллас Смит, Гленни был приглашён на его место. Будучи одним из резервных игроков, он в итоге не сыграл ни в одной из восьми встреч против советской сборной, но участвовал в двух матчах в Европе против команд Чехословакии и Швеции в рамках цикла встреч Summit Series, проходившего параллельно с основными матчами.
Гленни зарекомендовал себя как жёсткий, агрессивный защитник, мастер силовых приёмов, в особенности успешно выполнявший приём соперника на бедро (англ. hip check; издание The Hockey News однажды поставило его на шестое место в списке лучших специалистов по этому приёму за всю историю НХЛ. Он редко подключался к нападению, ни в одном сезоне за карьеру не забив больше 4 голов и не набрав больше 22 очков по системе «гол плюс пас», но его ответственная игра в обороне позволяла другим защитникам «Кленовых листьев» чаще проводить время на половине поля соперника. Среди партнёров Гленни по обороне этим особенно эффективно пользовались Бёрье Сальминг, Джим Маккенни и Иэн Тернбулл. Согласно некрологу в газете Toronto Sun, у Гленни была такая репутация, что некоторые нападающие противника старались не входить в зону «Мейпл Лифс» с его стороны, а его бывший товарищ по команде Пелик вспоминал, что многие нападающие заранее втягивали голову перед столкновением с ним. С другой стороны, в наиболее известном эпизоде с участием Гленни он оказался пострадавшей стороной. В 1975 году после силового приёма, проведённого им против игрока «Детройт Ред Уингз», другой хоккеист «Детройта», Дэн Малони, атаковал торонтского защитника сзади, повалил и ударил лицом об лёд. После этого Гленни отправили в больницу в бессознательном состоянии с сотрясением мозга, а против Малони был подан судебный иск по обвинению в нападении с нанесением телесного повреждения. Позже он был оправдан и некоторое время даже играл с Гленни в Торонто.
Силовая манера игры Гленни сократила его карьеру. В 1978 году «Мейпл Лифс» обменяли его в клуб «Лос-Анджелес Кингз», и после сезона 1978/1979 он завершил выступления, в общей сложности сыграв в НХЛ менее 600 матчей.
Широкая известность среди торонтских болельщиков позволила Гленни добиться определённых успехов в бизнесе. Памятной стала телевизионная реклама с его участием, где проголодавшийся защитник «Мейпл Лифс» срывает с петель дверь холодильника, чтобы поскорее добраться до замороженного обеда «Swanson Hungry Man». Он также некоторое время был владельцем торонтского спорт-бара Wheels, располагавшегося в переоборудованном помещении автомобильной заправки и конкурировавшего с принадлежавшим Иэну Тернбуллу винным баром Grapes.
В 2005 году имя Гленни было включено в списки Зала спортивной славы Канады, а в 2016 году в рамках празднования 100-летия клуба «Торонто Мейпл Лифс» он был назван одним из ста лучших игроков в истории команды. Ближе к концу жизни Гленни переехал из Торонто в Оттаву, чтобы жить ближе к внукам. В последние годы жизни его здоровье ухудшилось, и в феврале 2020 года он умер в Оттаве в возрасте 73 лет.

## Статистика выступлений
| 1964-65          | Торонто Мальборос      | ОХА                       | 56  | 2  | 18  | 20  | 84  | 19 | 0 | 9  | 9  | 22 |
| 1965-66          | Торонто Мальборос      | ОХА                       | 48  | 5  | 18  | 23  | 134 | 14 | 0 | 4  | 4  | 57 |
| 1966-67          | Мичиган Стейт Спартанс | Западная конференция NCAA | 2   | 0  | 0   | 0   | 4   | —  | — | —  | —  | —  |
| 1966-67          | Торонто Мальборос      | ОХА                       | 43  | 5  | 39  | 44  | 113 | 17 | 2 | 12 | 14 | 44 |
| 1967             | Торонто Мальборос      | Мемориальный кубок        | —   | —  | —   | —   | —   | 9  | 2 | 9  | 11 | 18 |
| 1967-68          | Оттава Нэшнлз          | ОХА                       | 30  | 2  | 10  | 12  | 20  | —  | — | —  | —  | —  |
| 1968-69          | Рочестер Американс     | АХЛ                       | 15  | 1  | 1   | 2   | 16  | —  | — | —  | —  | —  |
| 1968-69          | Талса Ойлерз           | ЦХЛ                       | 25  | 4  | 7   | 11  | 40  | 7  | 1 | 3  | 4  | 12 |
| 1969-70          | Торонто Мейпл Лифс     | НХЛ                       | 52  | 1  | 14  | 15  | 50  | —  | — | —  | —  | —  |
| 1970-71          | Торонто Мейпл Лифс     | НХЛ                       | 54  | 0  | 8   | 8   | 31  | 3  | 0 | 0  | 0  | 0  |
| 1971-72          | Торонто Мейпл Лифс     | НХЛ                       | 61  | 2  | 8   | 10  | 44  | 5  | 0 | 0  | 0  | 25 |
| 1972-73          | Торонто Мейпл Лифс     | НХЛ                       | 44  | 1  | 10  | 11  | 54  | —  | — | —  | —  | —  |
| 1973-74          | Торонто Мейпл Лифс     | НХЛ                       | 65  | 4  | 18  | 22  | 100 | 3  | 0 | 0  | 0  | 10 |
| 1974-75          | Торонто Мейпл Лифс     | НХЛ                       | 63  | 1  | 7   | 8   | 110 | —  | — | —  | —  | —  |
| 1975-76          | Торонто Мейпл Лифс     | НХЛ                       | 69  | 0  | 8   | 8   | 75  | 6  | 0 | 1  | 1  | 15 |
| 1976-77          | Торонто Мейпл Лифс     | НХЛ                       | 69  | 1  | 10  | 11  | 73  | 2  | 0 | 0  | 0  | 0  |
| 1977-78          | Торонто Мейпл Лифс     | НХЛ                       | 77  | 2  | 15  | 17  | 62  | 13 | 0 | 0  | 0  | 16 |
| 1978-79          | Лос-Анджелес Кингз     | НХЛ                       | 18  | 2  | 2   | 4   | 22  | —  | — | —  | —  | —  |
| За карьеру в НХЛ | За карьеру в НХЛ       | За карьеру в НХЛ          | 572 | 14 | 100 | 114 | 621 | 32 | 0 | 1  | 1  | 66 |